# Sibylle Burger-Bono
Sibylle Burger-Bono (* 9. März 1964 in Zürich) ist eine Schweizer Politikerin der FDP. Sie war von 1999 bis 2006 erste Präsidentin der alliance F.

## Leben
Sibylle Burger-Bono wuchs in Zofingen, wo sie 1981 den ersten schweizerischen Dritte-Welt-Laden mitbegründet hatte, und Brittnau auf und studierte an der Universität Bern Rechtswissenschaften. Im Jahr 1993 erwarb sie das Berner Fürsprecherpatent und arbeitete als selbstständige Rechtsanwältin in Bern. Schwerpunkte waren Familien-, Vertrags- und Medienrecht.
Von 1997 bis 2001 präsidierte Burger-Bono die FDP-Frauen Schweiz, bis sie von Marianne Dürst-Kundert abgelöst wurde. Als Berner Grossrätin seit Juni 1998 schied sie im Mai 2002 nach einer Wahlniederlage aus dem Rat aus. Von 2004 bis 2006 sass sie dann im Berner Stadtrat. Nach einem Umzug war sie von 2006 bis Ende 2014 Gemeindepräsidentin von Allmendingen bei Bern.
Burger-Bono wurde am 18. November 1999 erste Präsidentin der alliance F (bis 1999 Bund Schweizerischer Frauenorganisationen – BSF), zugleich auch erste geschäftsführende Präsidentin. In ihrer Tätigkeit veröffentlichte sie auch Artikel in den Schweizer Zeitungen. Das Amt legte sie am 6. Mai 2006 nieder.
Im Februar 2006 übernahm Burger-Bono die Leitung des Ressorts Arbeitsbeziehungen im Staatssekretariat für Wirtschaft (Seco). Als Leiterin Arbeitsrecht und Sozialpartnerschaft arbeitete sie von 2009 bis 2014 bei den Schweizerische Bundesbahnen (SBB). Von Februar 2015 bis Oktober 2018 leitete Burger-Bono beim Eidgenössischen Verkehrsdepartement (Uvek) die Fachstelle Schiedskommission im Eisenbahnwesen (SKE). Seitdem ist sie wieder in ihrer Anwaltskanzlei tätig.
Burger-Bono ist verheiratet und hat eine Tochter. Ihr Ehemann war zu ihrer Unterstützung drei Jahre lang Hausmann.

## Veröffentlichungen
- Die Entdeckung eines unbekannten Landes. Familienpolitik in der Schweiz. In: Neue Zürcher Zeitung (20. Juli 2001). S. 14.
- Flankierende Massnahmen. Insgesamt positive Bilanz. In: Die Volkswirtschaft (1. Oktober 2007). (französisch Les mesures d’ accompagnement. Un bilan globalement positif.)

## Fussnoten
1. ↑  bern-ost.ch: Allmendingen – Rücktritt von Sibylle Burger-Bono. (Stand: 26. November 2014)

| Personendaten    | Personendaten               |
| ---------------- | --------------------------- |
| NAME             | Burger-Bono, Sibylle        |
| KURZBESCHREIBUNG | Schweizer Politikerin (FDP) |
| GEBURTSDATUM     | 9. März 1964                |
| GEBURTSORT       | Zürich                      |